# TT Intercup

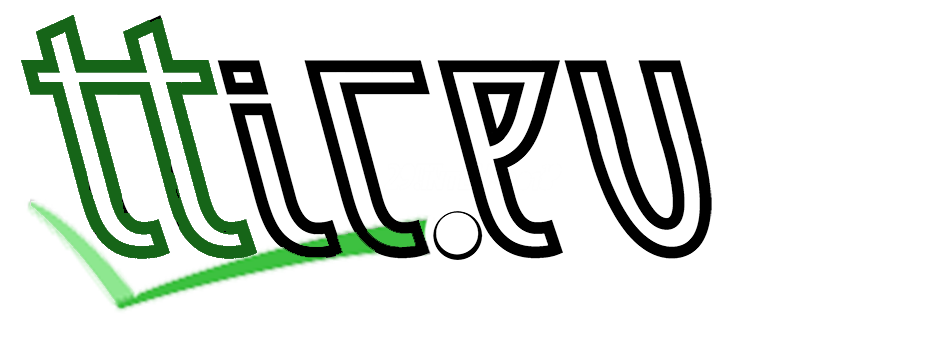
Logo TT Intercup.

Le TT Intercup est une compétition européenne de tennis de table créée en 1990 à l'initiative de fonctionnaires internationaux et l'appui d'entreprises autrichiennes.
Le but est de donner la possibilité aux équipes non qualifiées en championnat pour une compétition européenne (Ligue des champions ou ETTU Cup) d'avoir un contact international pour ceux qui le veulent. Cela signifie que des équipes de tous les niveaux sans qualification préliminaire peuvent participer directement à la TT Intercup. Les équipes réserves dont l'équipe première dispute l'une des compétitions citées auparavant peuvent, sous conditions, aussi y participer.
La compétition se déroule par élimination directe jusqu'au tour final qui comprend 4 équipes. Les perdants du premier tour des éliminations directes sont qualifiés pour l'épreuve de consolation "Citta di Verona" jusqu'au tour final qui comprend aussi 4 équipes.

## Palmarès

### TT Intercup Messieurs
Le club de Saint-Denis US 93 TT est l'équipe qui a remporté le plus ce tournoi (6 titres)
| Saison | Ville Hôte                                        | Vainqueur                                         | Finaliste                                         | Troisième                                         | Quatrième                                         | Clubs/Pays                                        |
| ------ | ------------------------------------------------- | ------------------------------------------------- | ------------------------------------------------- | ------------------------------------------------- | ------------------------------------------------- | ------------------------------------------------- |
| 2022   | -                                                 | Post SV Mühlhausen (7)                            | -                                                 | -                                                 | -                                                 | 28/9                                              |
| 2021   | Edition annulé pour cause de Pandémie de Covid-19 | Edition annulé pour cause de Pandémie de Covid-19 | Edition annulé pour cause de Pandémie de Covid-19 | Edition annulé pour cause de Pandémie de Covid-19 | Edition annulé pour cause de Pandémie de Covid-19 | Edition annulé pour cause de Pandémie de Covid-19 |
| 2020   | -                                                 | SV Union Velbert (2)                              | -                                                 | -                                                 | -                                                 | 33/9                                              |
| 2019   | -                                                 | SV Union Velbert (1)                              | -                                                 | -                                                 | -                                                 | 50/10                                             |
| 2018   | -                                                 | UTTC Oberwart                                     | Post SV Mühlhausen                                | LKS Pogon                                         | ASTT Verzuolo                                     | 57/10                                             |
| 2017   | -                                                 | Post SV Mühlhausen (6)                            | ASV Grünwettersbach                               | UTTC Oberwart                                     | SV Union Velbert                                  | 50/9                                              |
| 2016   | -                                                 | Post SV Mühlhausen (5)                            | UTTC Oberwart                                     | Team Region Vydrany                               | CTT Lancy                                         | 53/12                                             |
| 2015   | Jesolo                                            | Post SV Mühlhausen (4)                            | UTTC Oberwart                                     | Morliny Ostroda                                   | ASDTT Norbello                                    | 53/12                                             |
| 2014   | Hostinné                                          | Post SV Mühlhausen (3)                            | PPC Villeneuve-sur-Lot                            | PTE Peac-Kalo Meh Pecs                            | TTC Seligenstadt                                  | 51/11                                             |
| 2013   | La Roche-sur-Foron                                | Post SV Mühlhausen (2)                            | Morez Haut-Jura                                   | UTTC Oberwart                                     | ZNTK Zavarovalnica Maribor                        | 49/9                                              |
| 2012   | Geseke                                            | Post SV Mühlhausen (1)                            | UTTC Oberwart                                     | ASD Fortitudo Bologna                             | ASD Verzuolo A4 TT                                | 49/10                                             |
| 2011   | Roanne                                            | TT Saint-Louis                                    | Morez Haut-Jura                                   | UTTC Oberwart                                     | Penzügyör SE                                      | 49/10                                             |
| 2010   | Pécs                                              | PTC Peac Pecs AAM                                 | EP Isséenne                                       | UTTC Oberwart                                     | ADS Marcozzi Cagliari                             | 45/10                                             |
| 2009   | Verzuolo                                          | ASTT Verzuolo                                     | GSK "Gorzovia" Gorzow                             | Büki TK Gyögyfürdö (SPA) Bük                      | LKS Odra Roben Gloska                             | 46/10                                             |
| 2008   | OC-Decision                                       | Saint-Denis US 93 TT (6)                          | SS La Romagne                                     | ASTT Chartres                                     | EP Isséenne                                       | 57/10                                             |
| 2007   | Döbeln                                            | ASKÖ-Linz Altstadt (2)                            | SS La Romagne                                     | ITTC Sachsen Döbeln                               | UTTC Oberwart                                     | 45/8                                              |
| 2006   | Issy-les-Moulineaux                               | Saint-Denis US 93 TT (5)                          | SS La Romagne                                     | EP Isséenne                                       | Ileburger Sachsen Döbeln                          | 49/11                                             |
| 2005   | La Romagne                                        | Saint-Denis US 93 TT (4)                          | SS La Romagne                                     | A4 Verzuolo                                       | GKS Marcozzi Cagliari - forfait                   | 58/12                                             |
| 2004   | Vérone                                            | SS La Romagne                                     | Wiener Sportklub                                  | EP Isséenne                                       | DJK Borussia Münster 07                           | 67/11                                             |
| 2003   | Münster                                           | Saint-Denis US 93 TT (3)                          | ASKÖ-Linz Altstadt                                | DJK Borussia Münster                              | EP Isséenne                                       | 69/11                                             |
| 2002   | Issy-les-Moulineaux                               | Saint-Denis US 93 TT (2)                          | TTC Eilenburg                                     | GV Hennebont TT                                   | EP Isséenne                                       | 68/13                                             |
| 2001   | Vienne                                            | Saint-Denis US 93 TT (1)                          | EP Isséenne                                       | ASV Joola Landau                                  | AK-MAV Vasütör SZOMBATHELYI                       | 55/12                                             |
| 2000   | Vérone                                            | ASKÖ-Linz Altstadt (1)                            | KST Robot Mokre Lazce/2                           | TTC Eilenburg                                     | UTTC Römerquelle Langenlois                       | 60/13                                             |
| 1999   | Hoengen                                           | TTG RS Hoengen                                    | EP Isséenne                                       | Bayard Argentan                                   | ASKÖ "HIGRA" Attnang                              | 55/12                                             |
| 1998   | Bordeaux                                          | TTV Hornstein                                     | TTG RS Hoengen                                    | CAM Bordeaux                                      | SKST Banik Havirov                                | 62/10                                             |
| 1997   | Nantes                                            | TTC Nantes Atlantique                             | SPG ASKÖ Attnang/Wartberg                         | CAM Bordeaux                                      | Amicale Laique Echirolles                         | 63/11                                             |
| 1996   | Geseke                                            | TTC Helga Hannover                                | TTC Nantes Atlantique                             | Farm frites "Pogon" Lebork                        | SV Neckarsulm                                     | 73/13                                             |
| 1995   | Altenkirchen                                      | EP Isséenne                                       | Stal-Stocznia Szczecin                            | SKST Vlasim                                       | TTC Nantes Atlantique                             | 75/11                                             |
| 1994   | Lampertheim                                       | Casino Baden                                      | ASKÖ-Linz Altstadt                                | TTC 1957 Lampertheim                              | GSK Wawel/Wirel-Piotr. - forfait                  | 65/12                                             |
| 1993   | Wiener Neudorf                                    | Nova Hut Ostrava                                  | RS Pantheon Brüssel                               | TTC Esslingen                                     | Casino Baden                                      | 53/10                                             |
| 1992   | Wien-Südstadt                                     | Lubuski Sportowy Lumel                            | TTC Helga Hannover                                | Polizei SV Wien                                   | Badener TT Amateure                               | 51/10                                             |
| 1991   | Baden bei Wien                                    | VfL Lübeck                                        | Banik Havirov                                     | TTC Esslingen                                     | DT 71 Sandweiler                                  | 30 clubs pour 7 nations                           |

### TT Intercup Dames
La TT Intercup Dames n'aura connu que deux éditions en 2008 et en 2009. Dans le contexte de la crise économique et faute d'inscriptions suffisantes, les organisateurs ont décidé d'arrêter la tenue de cette compétition pour la section féminine.
| Année | Ville Organisatrice | Vainqueur            | Dauphin               | Troisième  | Quatrième         | Clubs/Pays |
| ----- | ------------------- | -------------------- | --------------------- | ---------- | ----------------- | ---------- |
| 2009  | -                   | Raquette Marmandaise | GSK "Gorzovia" Gorzow | -          | -                 | -          |
| 2008  | Auch                | AS Miramas           | Raquette Marmandaise  | CP Mirande | Poitiers TTACC 86 | -          |

## Coupes d'Europe
- Ligue des champions
- ETTU Cup
- Ancienne Coupe des Clubs Champions